# Bart Bosch
Bart Bosch (Amsterdam, 5 april 1963) is een Nederlands stemacteur, presentator en zanger. Daarnaast is hij regisseur, producer en auteur van het boek Papa, ik help je wel met opvoeden (2008).

## Biografie
Bart Bosch groeide op in de Rivierenbuurt in Amsterdam. De eerste stappen richting showbizz deed Bart bij Minjon, de jeugdomroep van de AVRO. Daar deed hij zowel voor als achter de schermen ervaring op. Via deze omroep kon Bart als producer aan de slag bij Joop van den Ende Produkties in Aalsmeer. Daar werkte hij een aantal jaren mee aan grote showprogramma’s. In 1990 werd Bosch uitgeroepen tot Showmaster in het programma Showmasters bij RTL 4. Vanaf dat moment begon zijn carrière als presentator van tv-programma's bij verschillende omroepen. In de jaren negentig verzorgde hij tevens de Top 40 Music Tour die door het land trok.

### Zanger
Zijn eerste single - ‘Laat Me’, het bekende nummer van ‘Ramses Shaffy’ bracht hij uit in de stijl van de Gipsy Kings en kwam in de top 10 van de hitparade. De naam van zijn tweede single is Liefde in de Nacht. Voor zijn derde single heeft hij met Eurovisiesongfestival zangeres Justine Pelmelay een duet opgenomen met de titel Jij hoort bij mij. In 2015 bracht hij het nummer 'Waarom fluister ik je naam nog' uit van Benny Neyman. Als tweede nummer stond het door hem zelf geschreven lied, 'Ik vind jou zo lief' op de cd.

### Auteur
In juni 2009 heeft Bosch zijn eerste boek uitgebracht bij uitgeverij Kosmos. Het boek heet Papa, ik help je wel met opvoeden. Het idee voor het schrijven van een boek ontstond nadat Bosch door het Nederlandse publiek was uitgeroepen tot Papa van het jaar. Een jaar later kwam het tweede boek uit onder de titel Beroemd zijn is toch ook niet alles. Ook dit boek werd door Kosmos uitgegeven.

### Stemacteur/regisseur
Nadat Bosch in 1993 zijn stem gaf aan Disneys kinderheld Aladdin in de Nederlandse nabewerking van de gelijknamige bioscoopfilm, is hij heden ten dage nog steeds bezig met nasynchronisatie. Bart heeft vele hoofdrollen uit tekenfilms ingesproken. Naast films en series spreekt Bart kinderspellen in van V-tech en heeft hij de Dikke van Dale voor kinderen ingesproken.

### Theatervoorstellingen
2024: Neem de Tijd - 2025: Alsof je erbij was

## Filmografie

### Presentator
- RTL 4: Telekids (kinderprogramma), Scrabble (spelprogramma)
- TROS: Kunstbende (jeugdprogramma), Kids for Animals (Jeugdprogramma) Geef Pootshow (jubileumshow Life, samen met Martin Gaus en Beertje van Beers), * De leukste dieren (jeugdprogramma) WNF Rangers (jeugdprogramma), Sinterklaas is jarig (een live studioprogramma).
- Teleac: Nieuws uit de Natuur (schooltelevisie) 1996 tot en met 2001
- Het Feestje Van Sinterklaas (1997) - Presentator
- Hallo, Met Sinterklaas (1998) - Presentator
- SBS6: Sponsor Bingo Break (dagelijks rechtstreeks praatprogramma met Annette Barlo) (2003)
- Net5: Autocare (spelprogramma)
- Kindernet: Trendtent life (jeugdprogramma van maandag tot vrijdag), ‘In de maling’ (verborgencameraprogramma) en ‘Screentest’ (talentenjacht voor de jeugd). Bij Kindernet is Bart ook een tijd aan de slag geweest als programma-manager.
- Online tv-zender Amsterdam Zuid R4TV 2015/16
- RTL 4: Life is beautiful (2015)
- RTL 4: Bart's Wereld (vanaf mei 2017)
- Publieke omroep Amsterdam 2017/2018 programma: 'Bart in de Buurt'.
- Publieke omroep Amsterdam 2018 programma: 'Musical Battle'.

### Nasynchronisatie
- Stem van Aladdin in Aladdin (Nederlandse versie, 1993)
- Stem van Aladdin in De Wraak van Jafar (1994)
- The Flintstones (Fred Flintstone, 1994)
- Stem van Aladdin in Aladdin (1994-1996, 86 afleveringen)
- Stem van Aladdin in Aladdin en de Dievenkoning (1996)
- Stem van de heraut in Doornroosje (1996)
- All dogs go to heaven 2 stem Charlie (1996)
- Jack en Jill in speelgoedland (1997)
- Donkey Kong Country (televisieserie, 1998)
- Dr Dolittle (1998)
- Ed, Edd 'n Eddy (Eddy, Televisieserie, 1999, 2000, 2001, 2002)
- Stem van de Notenkraker in Barbie in De Notenkraker (2001)
- Stem van prins Stefan in Barbie als Rapunzel (2002)
- Stem van prins Daniel in Barbie en het Zwanenmeer (2003)
- Trailer Brother Bear 1 (2003)
- Ram - Brother Bear (2003)
- Droopy (Disneyserie Als Droopy, Bruce)
- Stem van koning Dominick in Barbie als de Prinses en de Bedelaar (2004)
- Stem van prins Nalu in Barbie: Fairytopia (2005)
- Madagascar (2005)
- Stem van Aidan in Barbie en de magie van Pegasus (2005)
- Disney princess: Jasmine's enchanted tales (2007)
- Brother Bear 2 (2006)
- Cars (2006) - Overige stemmen
- Madagascar 2 (2008)
- Kung Fu Panda (2008)
- Het Regent Gehaktballen (2009)
- G-Force (2009)
- Rapunzel 3D (2010)
- Barbie In Een Zeemeermin Avontuur (2010)
- Barbiefilms (mannelijke tegenspelers)
- Cars 2 (2011) - Grem
- Trailer De Smurfen 3D (2011)
- Madagascar 3 (2012)
- Billie & Bollie TV film (2013)
- Annie Bioscoopfilm - Lou (2014)
- Stem van Aladdin in Disney Infinity spellen (2014-2015)
- Stem van Aladdin in Aladdin game (2014)
- Barbieserie (2014-2015)
- Lola op de Erwt - Tayyip DVD film (2015)
- Paardenzomer - Luke DVD film (2015)
- Millie Inbetween - TV serie (2016)
- Diverse rollen in TV series (2017)
- Hoofdrol Vader in Kerstfilm NPO (2017)
- Diverse rollen en trailer in Angry Birds 2 (2019)
- Dascycloop in Mao Mao: Helden met een Puur Hart (2020)
- Telefoonstem van Disney+ (2020 - 2021)

Regie van onder meer:
- Jump In! (Disneyfilm, 2010)
- Beyblade (Televisieserie, 2010, 2011)
- Lego Hero Factory (Televisieserie, 2011)
- A.N.T. Farm (Disneyserie, 2011 & 2012)